# 김영준 (1980년)
김영준(1980년 5월 20일 ~ )은 대한민국의 배우이다.

## 학력
- 1999년 ~ 2001년 전남과학대학 모델학과 전문학사
- 2001년 ~ 2002년 중부대학교 대학원 관광경영학과 중퇴

## 연기 활동

### 텔레비전 드라마
- 1997년 KBS2 《스타트》 ... 서동준 역
- 1998년 MBC 《남자 셋 여자 셋》 ... 차태현의 사촌동생 차규민 역
- 2000년 MBC 《논스톱》 ... 김영준 (타조알) 역
- 2003년 KBS2 《보디가드》 ... 세준 역
- 2004년 MBC 《황태자의 첫사랑》 ... 진호 역
- 2006년 KBS2 《KBS 드라마시티 - 왜 꼭 이래야만 하는가》 ... 유명 / 민혁 역
- 2006년 MBC 《MBC 베스트극장 - 너네 호영이》 ... 종우 역
- 2011년 TV조선 《고봉실 아줌마 구하기》 ... 배경수 역
- 2014년 SBS 《피노키오》 ... 피노키오 증후군을 가진 이웃 청년 역
- 2015년 OCN 《귀신 보는 형사 처용 2》 ... 한규혁의 오른팔 정일훈 역
- 2015년 네이버TV 《아부쟁이 얍!》 ... 동욱 역
- 2017년 SBS 《사임당, 빛의 일기》 ... 남 조교 역
- 2019년 채널A 《터치》 ... 최성수 역
- 2019년 채널A 《평일 오후 세시의 연인》 ... 황영준 역
- 2021년 KBS2 《신사와 아가씨》 ... 오경석 역 (특별 출연)
- 2021년 채널A 《쇼윈도: 여왕의 집》 ... 안도혁 역
- 2023년 채널A 《가면의 여왕》 ... 최 비서 역
- 2024년~2025년 채널A 《체크인 한양》 ... 유수인 역

### 영화
- 2000년 《순애보》 ... 벨보이 역
- 2001년 《신라의 달밤》 ... 박준형 역
- 2001년 《달마야 놀자》 ... 츄리닝맨 역
- 2002년 《일단 뛰어》 ... 진원 역
- 2004년 《빙우》 (우정 출연)
- 2005년 《파랑주의보》 ... 김혜성 역
- 2006년 《어느날 갑자기 네 번째 이야기 - 죽음의 숲》 ... 정승헌 역
- 2013년 《친구 2》 ... 부산 고딩 덩치 역
- 2014년 《여배우는 너무해》 ... 설장우 역
- 2016년 《쉬즈》
- 2021년 《구라, 베토벤》 (우정 출연)

### 연극
- 2007년 《클로져》
- 2008년 《민자씨의 황금시대》 ... 강철수 역
- 2015년 《백중사 이야기》 ... 이 병장 역
- 2018년 《칼집 속에 아버지》 ... 갈매 역
- 2019년 《시비노자》 ... 8번 역

## 연기 외 활동

### 광고
- 2000년 한솔엠닷컴 원샷 018
- 2000년 동아제약 박카스
- 2000년 신한투자증권 굿아이